# Rainer Bressler
Rainer Bressler (* 3. Dezember 1945 in Windisch AG) ist ein Schweizer Jurist und Schriftsteller.

## Leben
Rainer Bressler ist der Sohn von Margrit (1911–1999) und dem Arzt Hans-Günther Bressler-Kessi (1911–1985). Hans-Günther Bressler wurde in Jauer, Schlesien, geboren, studierte in Breslau, Wien, Halle und Heidelberg Medizin, konnte 1937 aus rassischen Gründen nicht mehr doktorieren, weshalb er 1937 in die Schweiz emigrierte und von Ende 1937 bis zu seiner Pensionierung im Jahre 1978 als Psychiater und Forensiker in der Psychiatrischen Klinik Königsfelden arbeitete. Rainer Bressler studierte an der Universität Zürich Jura und schloss 1970 mit dem Lizenziat ab. In der Folge doktorierte er bei  Peter Noll. Nach einer Anstellung bei der Finanzdirektion des Kantons Zürich fand er 1982 eine Stelle als juristischer Sekretär des Bezirksrats Zürich, mit dem Spezialgebiet Soziales und Vormundschaft. In dieser Aufsichtsfunktion über das Sozialdepartement der Stadt Zürich erlebte er die Stadträte und Sozialvorsteher Emilie Lieberherr, Monika Stocker und Martin Waser und war unter anderem mit den brisanten Themen wie dem Platzspitz und dem von der Weltwoche thematisierten Sozialhilfemissbrauch befasst.
Reise-Impressionen (Sizilien und Pantelleria) von ihm erschienen, die erste 1969 in der Aargauer-Zeitung, die zweite 1978 im Schweizerischen Beobachter. Diese wurde auch am Schweizer Radio DRS, Studio Basel, vorgelesen. 1981 wurde von Radio DRS, Studio Zürich, sein erstes Hörspiel „Tom Garner und Jamie Lester. Porträt einer unmöglichen Freundschaft“ (Mitwirkende: Ellen Widmann, Walter Andreas Müller) produziert und ausgestrahlt. Mit seinem Hörspiel „Folgen Sie mir, Madame!“ (Mitwirkende: Lola Müthel, Hans Caninenberg), 1985 produziert, wurde er an die 7. Solothurner Literaturtage 1985 und an die 3. Hörspieltage in Berlin 1986, im Literarischen Colloquium Berlin eingeladen. Sein erster Roman, „Privatzeug 1854 bis 2012. Versuch einer Spurensuche. Spur 1 Reisen“ erschien 2013.
Rainer Bressler ist Mitglied der Schriftstellervereinigung Autorinnen und Autoren der Schweiz (AdS) und der ProLitteris. Als Vorstandsmitglied des Zürcher Theatervereins (1998 bis 2006) war er Mitredaktor der TheaterZeitung (bis 2004), hat da eigene Artikel unter anderem über das Sogar theater, Theater Rigiblick, Keller 62 Zürich und das Völkerkundemuseum der Universität Zürich geschrieben. Von 1998 bis 2005 war er Stiftungsrat und Stiftungspräsident, als Nachfolger von Emilie Lieberherr, des Sozial- und Altersfonds (SAF) des Schweizerischen Schriftsteller-Vereins (SSV), der Vorgängerorganisation des AdS. Seit seiner Pensionierung 2010 als juristischer Sekretär beim Bezirksrat Zürich lebt er als freier Schriftsteller in Zürich und war nebenher als Vorstandsmitglied im Verein Pfuusbus, Sozialwerke Pfarrer Ernst Sieber, bis 2018 (Auflösung des Vereins) tätig. Von 2015 bis 2023 war er Präsident des Vereins Malaika-Kultur, Flüchtlings Theater & Caterling.

## Werke
Reise-Impressionen:
- Erinnerungen und Eindrücke an Sizilien. Reise-Impression. In: Aargauer Tagblatt. 1969.
- Unter südlicher Sonne, Reise-Impression. In: Schweizerischer Beobachter. April 1978 / Schweizer Radio DRS, 11. Oktober 1978.

Hörspiele:
- Tom Garner und Jamie Lester. Porträt einer unmöglichen Freundschaft. Schweizer Radio DRS, 1981.
- Morgenkonzert. Schweizer Radio DRS, 1983
- Folgen Sie mir, Madame! Schweizer Radio DRS, 1985
- Aufruhr in Zürich. Schweizer Radio DRS, 1986
- Nächst der Sonne. Schweizer Radio DRS, 1989
- Geliebter/Geliebte. Schweizer Radio DRS, 1991
- Gaukler der Nacht. Schweizer Radio DRS, 1993
- Beinahe-Minuten-Krimi. Schweizer Radio DRS, 1993

Theaterstücke:
- Marie Kalann. Farce, Frei zur Uraufführung,  BoD Norderstedt 2020 ISBN 978-3-7526-0625-6.
- Die Jungs von Stratte 05. Farce, Frei zur Uraufführung,  BoD Norderstedt 2020 ISBN 978-3-7519-7931-3.
- Der Salon des Monsieur Westbury. Farce, Frei zur Uraufführung, BoD Norderstedt 2020 ISBN 978-3-7526-0650-8.
- Henry Fuseli. Theaterstück, Frei zur Uraufführung, BoD Norderstedt 2022 ISBN 978-3-7562-0627-8.
- Vita und Violet. Theaterstück, Frei zur Uraufführung, BoD Norderstedt 2022 ISBN 978-3-7557-9652-7.
- Cole Porter. Theaterstück, Frei zur Uraufführung, BoD Norderstedt 2022 ISBN 978-3-7557-9551-3.
- Hans Günther B.. Theaterstück, Frei zur Uraufführung, BoD Norderstedt 2022 ISBN 978-3-7557-9303-8
- Ein falscher Freund / In Erwartung, Frei zur Uraufführung, BoD Norderstedt 2024 ISBN 978-3-759-76095 1

Romane:
- Spur 1 Reisen. Roman.  BoD Norderstedt 2013, ISBN 978-3-7322-3734-0.
- Spur 2 Spielen. Roman.  BoD Norderstedt 2013, ISBN 978-3-7322-9013-0.
- Spur 3 Schreiben. Roman.  BoD Norderstedt 2013, ISBN 978-3-7322-5297-8.
- Spur 4 Dichten. Roman.  BoD Norderstedt 2014, ISBN 978-3-7357-8251-9.
- Spur 5 Weben. Roman.  BoD Norderstedt 2016, ISBN 978-3-7412-0736-5.
- Pink Champagne. Roman.  BoD Norderstedt 2020, ISBN 978-3-7519-7323-6.
- Gärung. Gesellschaftssatire.  BoD Norderstedt 2020, ISBN 978-3-7519-9725-6.
- Texturen. Krimi-Satire.  BoD Norderstedt 2020, ISBN 978-3-7519-9649-5.
- Fenstersturz. Krimi-Satire.  BoD Norderstedt 2020, ISBN 978-3-7519-8442-3.
- Schattenkämpfe. Roman. BoD Norderstedt 2020.  ISBN 978-3-7519-7700-5.
- Shadow Fight(s). Novel (Translation),  BoD Norderstedt 2021, ISBN 978-3-7557-1670-9.
- Axthieb. Roman.  BoD Norderstedt 2021, ISBN 978-3-7543-5182-6.
- Spassvogel. Novelle,  BoD Norderstedt 2022, ISBN 978-3-7543-5422-3.
- Sturmschaden, BoD Norderstedt 2024, ISBN 9783759770349

Kurzgeschichten:
- Kraut & Rüben. Kurzgeschichten.  BoD Norderstedt 2020, ISBN 978-3-7519-8136-1.
- Reise-Impressionen. Kurzgeschichten.  BoD Norderstedt 2020, ISBN 978-3-7519-8331-0.
- Meine verlorene Omi, Zürich Januar 2021, in Eve Stockhammer KADDISCH ZUM GEDENKEN, Till Schaap Edition 2023, ISBN 978-3-03878-078-6

Anthologien:
- Geliebter/Geliebte. Hörspiel 1991. In: Ach & Och. Das Schweizer Hörspielbuch. Herausgegeben und eingeleitet von Reinhardt Stumm, in Zusammenarbeit mit Schweizer Radio DRS im Haffmans Verlag, 1998, ISBN 3-251-00416-6.
- Geliebter/Geliebte. 8 Hörspiele. Karpos Verlag, Loznica 2008, ISBN 978-86-85941-08-5.